# Tokat

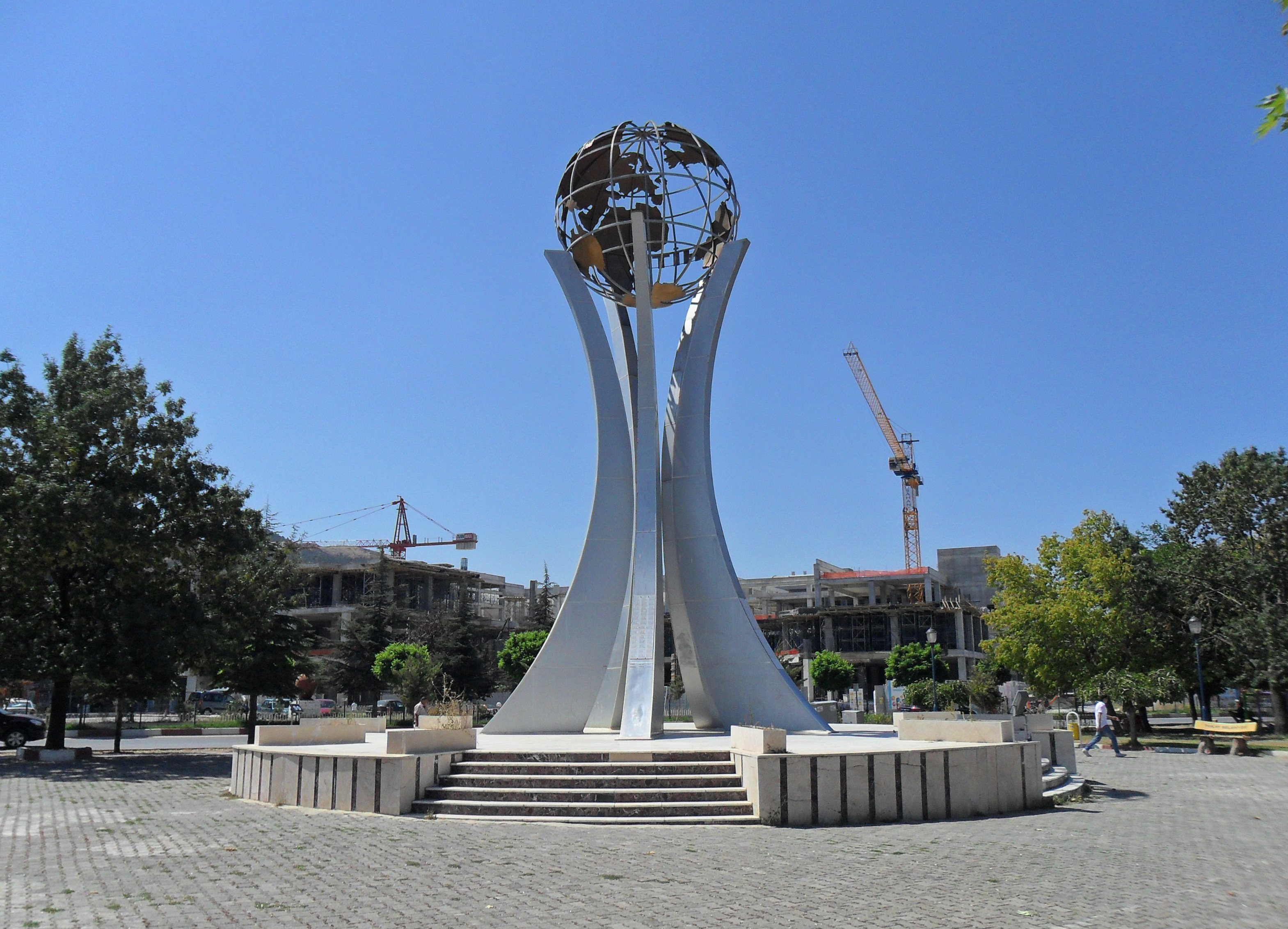
Monument

Tokat (turc otomà: توقاد; grec antic: Ευδοκία) és una ciutat de Turquia, capital de la província de Tokat, a la regió de la mar Negra. Al cens de 2009 tenia 129.879 habitants (83.058 habitants el 1990). Es troba a la vall de Tokat Suyu entre dues muntanyes, arribant a la vall del Yeşil Irmak, l'antic Iris); els afluents Kelkit (al nord) o Çekerek Çayı (al sud) reguen la província).

## Història
Els primers establiment datant del Calcolític i s'han trobat a Maşat Höyük al sud-est de Zile, i a Kayapınar Höyüğü al nord d'Artova; els llocs habitats són abundants al període del bronze antic, al III mil·lenni. Maşat Höyük fou després, en temps dels hitites, una ciutat destacada de l'extrem nord de l'imperi (II mil·lenni) que portava el nom de Tapigga. Després de l'enfonsament de l'imperi hitita la ciutat va passar als muskhis (frigis) quedant algun temps dominada pels cimmeris, i després va passar als medes, perses aquemènides, macedonis d'Alexandre el Gran i els seus successors i al regne del Pont. El 66 aC va passar a domini romà i durant un temps fou part del regne del Pont Polemaíc època en la qual es van multiplicar els establiments urbans com Zela (moderna Zila) Gaziura (Turhal), Sebastòpolis del Pont (Sulusaray), Neocesarea i sobretot Comana del Pont, que junt amb Amasia o Amaseia eren les principals ciutats del Pont, la qual estava situada a la vall principal a uns 8 km al nord-est de la moderna Tokat; al lloc d'aquesta hi havia una fortalesa anomenada Dazimon (Ramsay).
Sota els romans d'Orient la ciutat es va dir Eudòxia en honor de la princesa Eudòxia, la mare de Teodosi el Gran. El seu nom armeni sembla que era similar a Tokat i alguns pensen que podria derivar d'això però hi ha diverses etimologies proposades. La vila fou una petita ciutat provincial sota els romans d'Orient sense massa importància i cap paper històric rellevant. Al segle xi, després de la batalla de Mantziciert (1071) fou ocupada pels turcs; l'emir Danishmend Ghazi hauria fundat una mesquita en aquest lloc el 1074 que va convertir en el centre del principat de danishmendita que més tard va passar al Soldanat de Rum sota Izz al-Din Kilidj Arslan II (1156-1192) vers 1175; d'època danishmendita són la gran mesquita Ulu Djami, el mausoleu de Melik Ghazi, i la madrasa de Yaghbasan. En l'època rumí és quan van sorgir els principals monuments com la madrassa blava (Gök Madrese) avui un museu, el mausoleu d'Abu l-Kasim Tusi, la zawiya (turc zaviye) de Sünbul Baba, els mausoleus de Hajji Çıkrık, i el pont de pedra de 4 arcades sobre el riu; Després de la batalla de Kose Dagh, el 1304 hi van imposar el domini els il-kànides que es va esvair el 1335 a la mort d'Abu Said Bahadur Khan, deixant com a monument destacat el mausoleu de Nurettin Şentimur. Després de 1335 Tokat va dependre dels emirs eretnaoğulları de Sivas, fins que el 1392 va ser ocupada per Baiazet II per a l'Imperi Otomà amb un efímer domini de Tamerlà (1402-1405). Sota els otomans es van construir altres monuments com la mesquita d'Hajji Iwad Pasha i la d'Hamza Bey, la madrasa d'Emir Hisar, el mausoleu de Horozoğlu i l'hammam de Yörguç Paixà.
El 1455 apareix amb una població de 2.888 focs (un terç cristians) això seria entre 12 i 15 mil habitants, en 54 barris. El 1471 fou atacada i ocupada per Uzun Hasan dels aq qoyunlu, que la va devastar. Es va recuperar amb rapidesa i no va parar de prosperar fins al segle xvii tot i algun incendi i a ser afectada per algunes revoltes. El 1572 es va construir la mesquita d'Ali Pasha i l'hammam d'Ali Pasha; la gran mesquita o Ulu Djami fou reconstruïda el 1679; també es van construir en aquestos dos segles el mercat cobert (bedesten) i alguns caravanserralls (entre ells el Voyvoda Khani de 1631 i el Khorozoghlu Khani ja en el segle xviii). En un punt clau d'una ruta de caravanes, era un centre comercial de primer orde que recollia el tràfic des del nord (la mar Negra i especialment Sinope), l'oest (des d'Esmirna), i el sud-est (amb Sivas i Diyarbekir, Mossul i Bagdad). Alguns viatgers europeus la van visitar com Tavernier el 1632 i Pitton de Tournefort el 1701 i aquest darrer estima la seva població en 24.400 famílies (més de cent mil habitants) de les quals 20.000 turques, 4.000 armènies i 400 gregues. Tot i ser una vila gran i amb tanta activitat, depenia del paixà de Sivas i localment hi havia un agha i un cadi.
El segle xviii es va estancar però al segle xix la decadència ja fou perceptible. L'aturada de les manufactures de l'imperi i un terratrèmol el 1825 la van deixar tocada. Durant temps fou només capçalera d'un kada dins el sandjak de Sivas de l'eyalat de Sivas i després dins del vilayat de Sivas; el 1883 fou elevada a capçalera d'un sandjak amb 4 kades (Tokat, Erbaa, Niksar i Zile), 45 nahiyeler i 1155 pobles. V. Cuinet dona per aquest sandjak una població de 202.800 habitants (vers 1890) dels quals 101.200 musulmans sunnites, 50.600 xiïtes, 37.879 armenis, 12,681 grecs i 400 jueus; la mateixa ciutat de Tokat tenia 29.890 habitants dels quals 17.500 musulmans sunnites i 10.400 armenis; el sandjak fou ampliat el 1918 amb la incorporació d'un nou kada, el de Reshadiyye (turc modern Reşadiye), a l'est; més tard fou erigida en vilayat sota la república conservant als seus límits anteriors però va arribar fins a 8 kades (ilçe) per l'elevació a aquest rang d'Artova i Turhal el 1944 i d'Almus el 1954; la superfície del vilayat era de 9.958 km² i 719.251 habitants (1990); modernament ha passat a 12 ilçe per la creació el 1990 dels ilçes o districtes de Yeşilvurt (abans Arabcımusa), Başçiftlik, Pazar i Sulusaray. A Çermik hi ha una estació termal. El 1992 es va fundar la Gaziosmanpaşa Üniversitesi.

## Altres llocs

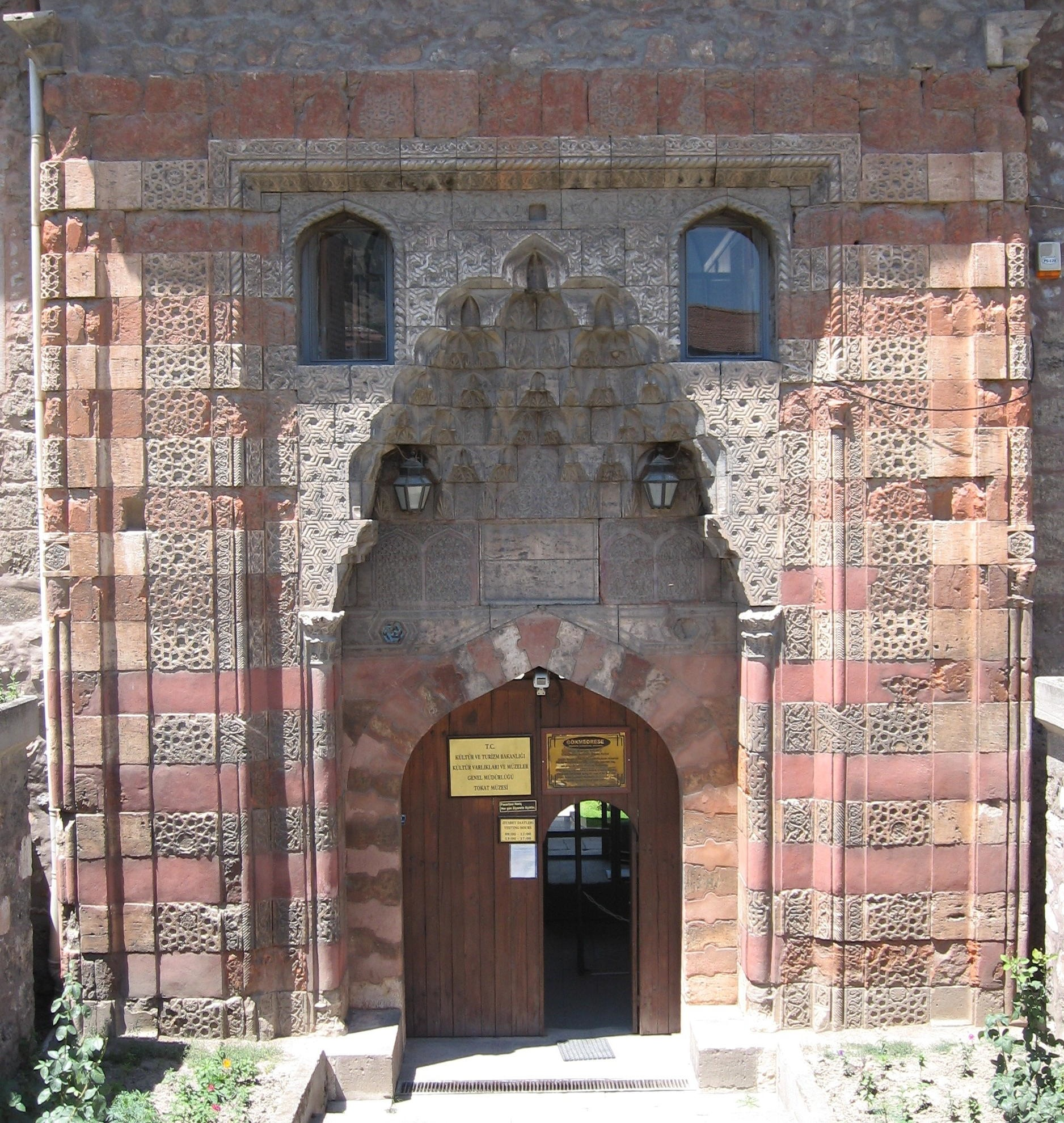
Façana de la Gök Medrese a Tokat, fundada per Pervâne vers 1270.

A part dels llocs esmentats a l'apartat d'història, el punt més interessant és la ciutadella de 28 torres en un pujol rocós sobre la ciutat. Altres a esmentar són la mesquita Garipler (segle xii) i diversos edificis especialment la residència dels Latifoğlu, o Konak (palauet) Latifoğlu, del segle xviii (exemple de barroc renaixentista) avui un museu

### Persones il·lustres
- Gazi Osman Paşa (1832-1897) militar otomà
- İbn-i Kemal (Kemalpaşazade), Ahmet Semseddin, historiador, jutge i administrador
- Mehmet Emin Tokadi (1664-1745), sant sufí
- Krikor Balakian (1875-1934), bisbe armeni
- Cahit Külebi (1917–1997), poeta
- Engin Günaydın (1972-....) artista
- Hüseyin Akbaş (1933-1989) Campió del món i olímpic d'aixecament de pes
- Kıvırcık Ali (1968-2011) cantant folklòric
- Seda Sayan (1964-....) cantant, actriu i presentadora de TV
- Ferhan & Ferzan Önder (1965 - ...) germanes bessones que formen un duo de piano.